# 1955-ös közép-európai kupa
Az 1955-ös közép-európai kupa a Közép-európai kupa történetének tizenhatodik kiírása volt. A sorozatban Ausztria, Csehszlovákia, Jugoszlávia, Magyarország és Olaszország 2-2 csapattal képviseltette magát. A csapatok kupa rendszerben 2 mérkőzésen döntötték el a továbbjutást. Ha az összesítésben ugyanannyi gólt szereztek a csapatok a párharcokban, akkor egy újabb összecsapáson dőlt el a továbbjutó kiléte.
A kupát a Vörös Lobogó (MTK) nyerte el, története során első alkalommal.

## Selejtező
| 1. csapat        | Össz. | 2. csapat      | 1. mérk. | 2. mérk. |
| ---------------- | ----- | -------------- | -------- | -------- |
| Bp. Vörös Lobogó | 5-51  | SC Wacker Wien | 3-3      | 2–2      |
| FK Vojvodina     | 9-5   | AS Roma        | 4-1      | 5-4      |

- 1 Mivel az összesített eredmény 5-5 lett, a szabályok értelmében újrajátszást (3. mérkőzést) rendeltek el, melyet 5-1-re a Vörös Lobogó nyert meg.

| 1955. június 29. 17:30 |

| FK Vojvodina                          | 4 – 1   | AS Roma   |
| ------------------------------------- | ------- | --------- |
| Krstić I. 10' Ivoš 20' 45' Rajkov 77' | (2 – 1) | Nyers 35' |

| Vojvodina stadion, Újvidék Nézőszám: 18 000 Játékvezető: Dorogi (magyar) Asszisztensek: Balla, Gere |

| 1955. július 3. |

| AS Roma                | 4 – 5   | FK Vojvodina                         |
| ---------------------- | ------- | ------------------------------------ |
| Galli 10' 12' Giuliano | (3 – 1) | Krstić I. 39' Rajkov 63' 66' 88' 89' |

| Róma Nézőszám: 30 000 Játékvezető: Seipelt (osztrák) |

| 1955. június 29. 18:00 |

| Bp. Vörös Lobogó               | 3 – 3   | SC Wacker Wien             |
| ------------------------------ | ------- | -------------------------- |
| Arató 8' Kárász 53' Sándor 58' | (2 – 1) | Kaubek 10' 66' Haummer 17' |

| Népstadion, Budapest Nézőszám: 45 000 Játékvezető: Liverani (olasz) Asszisztensek: Maurelli, Piemonti |

| 1955. július 2. 17:00 |

| SC Wacker Wien                   | 2 – 2   | Bp. Vörös Lobogó                     |
| -------------------------------- | ------- | ------------------------------------ |
| Kovács II öngól' (20) Kaubek 40' | (2 – 2) | Chalupetzky öngól' (1) Hidegkuti 42' |

| Práter, Bécs Nézőszám: 22 000 Játékvezető: Lemencić (jugoszláv) Asszisztensek: Stefanović, Baić |

| 1955. július 5. |

| SC Wacker Wien         | 1 – 5   | Bp. Vörös Lobogó                     |
| ---------------------- | ------- | ------------------------------------ |
| Brousek 20' (11-esből) | (1 – 3) | Hidegkuti 13' 70' Molnár 14' 39' 50' |

| Práter, Bécs Nézőszám: 15 000 Játékvezető: Vlček (csehszlovák) |

## Negyeddöntő
| 1. csapat       | Össz. | 2. csapat            | 1. mérk. | 2. mérk. |
| --------------- | ----- | -------------------- | -------- | -------- |
| Bp. Honvéd      | 10-6  | Wiener Sport-Club    | 5-2      | 5–4      |
| Bologna FC 1909 | 2-7   | UDA Praha            | 2-4      | 0–3      |
| FK Vojvodina    | 0-3   | ŠK Slovan Bratislava | 0-0      | 0–3      |
| Vörös Lobogó    | 8-3   | HNK Hajduk Split     | 6-0      | 2–3      |

| 1955. július 6. 18:00 |

| Bp. Honvéd                                         | 5 – 2   | Wiener Sport-Club |
| -------------------------------------------------- | ------- | ----------------- |
| Tichy 11' Kocsis 13' 72' 81' Puskás 23' (11-esből) | (3 – 2) | Missler 3' 18'    |

| Népstadion, Budapest Nézőszám: 55 000 Játékvezető: Damiani (jugoszláv) Asszisztensek: Vlajić, Nedelkovski |

| 1955. július 9. |

| Wiener Sport-Club                              | 4 – 5   | Bp. Honvéd                                  |
| ---------------------------------------------- | ------- | ------------------------------------------- |
| Horak 22' Sokol Missler 63' (11-esből) Hof 90' | (1 – 2) | Czibor 24' 78' Kocsis 26' Puskás 54' Bozsik |

| Dornbachi stadion, Bécs Nézőszám: 15 000 Játékvezető: Jonni (olasz) Asszisztensek: Marchetti, Maurelli |

| 1955. július 6. |

| FK Vojvodina | 0 – 0 | ŠK Slovan Bratislava |
| ------------ | ----- | -------------------- |
|              |       |                      |

| Újvidék Nézőszám: 18 000 Játékvezető: Priebil (osztrák) Asszisztensek: Mayer, Marschall |

| 1955. július 10. |

| ŠK Slovan Bratislava             | 3 – 0   | FK Vojvodina |
| -------------------------------- | ------- | ------------ |
| Pažický 18' Vengloš 53' Bily 80' | (1 – 0) |              |

| Pozsony Nézőszám: 45 000 Játékvezető: Pósa (magyar) Asszisztensek: Fehérvári, Páldi |

| 1955. július 6. |

| Bologna FC 1909 | 2 – 4   | UDA Praha      |
| --------------- | ------- | -------------- |
| Pivatelli       | (1 – 2) | Masopust Přáda |

| Bologna |

| 1955. július 10. |

| UDA Praha               | 3 – 0   | Bologna FC 1909 |
| ----------------------- | ------- | --------------- |
| Přáda 11' Kraus 29' 89' | (2 – 0) |                 |

| Prága Nézőszám: 50 000 Játékvezető: Dankó (magyar) Asszisztensek: Major és Sipos |

| 1955. július 9. 18:00 |

| Vörös Lobogó                                                    | 6 – 0   | HNK Hajduk Split |
| --------------------------------------------------------------- | ------- | ---------------- |
| Molnár 4' Szirmai I 12' Sándor 32' 51' Kárász 37' Hidegkuti 70' | (4 – 0) |                  |

| Népstadion, Budapest Nézőszám: 15 000 Játékvezető: Charousek (csehszlovák) Asszisztensek: Vrbovec (csehszlovák), Dorogi |

| 1955. július 13. |

| HNK Hajduk Split                    | 3 – 2   | Vörös Lobogó             |
| ----------------------------------- | ------- | ------------------------ |
| Matošić 49' Vukas 70' Vidošević 79' | (0 – 0) | Hidegkuti 64' Sándor 66' |

| Split Nézőszám: 20 000 Játékvezető: Pieri (olasz) Asszisztensek: Liverani, Piemonte |

## Elődöntő
| 1. csapat          | Össz. | 2. csapat            | 1. mérk. | 2. mérk. |
| ------------------ | ----- | -------------------- | -------- | -------- |
| Budapest Honvéd FC | 6–7   | Vörös Lobogó         | 5–2      | 1–5      |
| UDA Praha          | 2–21  | ŠK Slovan Bratislava | 0-0      | 2-2      |

- 1 Mivel az összesített eredmény 2-2 lett, a szabályok értelmében újrajátszást (3. mérkőzést) rendeltek el, melyet 2-1-re a Dukla Praha nyert meg.

| 1955. július 18. 18:00 |

| Bp. Honvéd                               | 5 – 2   | Vörös Lobogó          |
| ---------------------------------------- | ------- | --------------------- |
| Machos 10' 79' Czibor 12' Kocsis 14' 53' | (3 – 2) | Molnár 16' Kárász 40' |

| Népstadion, Budapest Nézőszám: 75 000 Játékvezető: Seipelt (osztrák) Asszisztensek: Roman, Mayer |

| 1955. július 23. 18:15 |

| Vörös Lobogó                                  | 5 – 1   | Bp. Honvéd |
| --------------------------------------------- | ------- | ---------- |
| Molnár 4' 37' 42' Kovács I 22' (11-esből) 66' | (4 – 1) | Puskás 44' |

| Népstadion, Budapest Nézőszám: 50 000 Játékvezető: Vlček (csehszlovák) Asszisztensek: Karas, Galba |

| 1955. július 17. |

| UDA Praha | 0 – 0 | ŠK Slovan Bratislava |
| --------- | ----- | -------------------- |
|           |       |                      |

| Prága Nézőszám: 50 000 Játékvezető: Pósa (magyar) |

| 1955. július 21. |

| ŠK Slovan Bratislava            | 2 – 2   | UDA Praha         |
| ------------------------------- | ------- | ----------------- |
| Vičan 70' (11-esből) Jajcaj 20' | (0 – 2) | Kraus 89' Pazdera |

| Pozsony Nézőszám: 45 000 Játékvezető: Prybyl (osztrák) |

| 1955. július 24. |

| UDA Praha                | 2 – 1   | ŠK Slovan Bratislava |
| ------------------------ | ------- | -------------------- |
| Pluskal 52' Hlaváček 58' | (0 – 0) | Tegelhoff 65'        |

| Brno Nézőszám: 50 000 Játékvezető: Mayer (osztrák) Asszisztensek: Prybyl, Jiranek |

## Döntő
| 1. csapat    | Össz. | 2. csapat | 1. mérk. | 2. mérk. |
| ------------ | ----- | --------- | -------- | -------- |
| Vörös Lobogó | 8–1   | UDA Praha | 6–0      | 2–1      |

### 1. mérkőzés
| 1955. július 30. 18:00 |

| Vörös Lobogó                                                 | 6–0   | UDA Praha |
| ------------------------------------------------------------ | ----- | --------- |
| Hidegkuti 4' 14' 43' Kárász 12' Novák 71' (öngól) Molnár 76' | (4–0) |           |

| Népstadion, Budapest Nézőszám: 70 000 Játékvezető: Friedrich Mayer (osztrák) Asszisztensek: Suhl, Jiranek |

| VÖRÖS LOBOGÓ: |  |                  |
|               |  |                  |
| GK            |  | Fazekas Árpád    |
| DF            |  | Kovács József    |
| DF            |  | Börzsei János    |
| DF            |  | Kovács Ferenc    |
| MF            |  | Kovács Imre      |
| MF            |  | Zakariás József  |
| FW            |  | Sándor Károly    |
| FW            |  | Kárász Endre     |
| FW            |  | Hidegkuti Nándor |
| FW            |  | Molnár János     |
| FW            |  | Szimcsák István  |
| Vezetőedző:   |  |                  |
| Kemény Tibor  |  |                  |

| UDA PRAHA:   |  |                    |
|              |  |                    |
| GK           |  | Václav Pavlis      |
| DF           |  | Jiří Ječný         |
| DF           |  | Jiří Hledík        |
| DF           |  | Ladislav Novák     |
| DF           |  | Milan Dvořák       |
| MF           |  | Josef Masopust     |
| MF           |  | Arnošt Pazdera     |
| FW           |  | Ladislav Hlaváček  |
| FW           |  | Jaroslav Borovička |
| FW           |  | Ladislav Přáda     |
| FW           |  | Tadeusz Kraus      |
| Vezetőedző:  |  |                    |
| Karel Kolský |  |                    |

### 2. mérkőzés
| 1955. augusztus 4. 18:00 |

| UDA Praha | 1–2   | Vörös Lobogó              |
| --------- | ----- | ------------------------- |
| Přáda 31' | (1–0) | Hidegkuti 55' Palotás 88' |

| Stadión Československé armády Strahov, Prága Nézőszám: 50 000 Játékvezető: Friedrich Mayer (osztrák) Asszisztensek: Vlček, Jiranek |

| UDA PRAHA:   |  |                   |
|              |  |                   |
| GK           |  | Václav Pavlis     |
| DF           |  | Jiří Ječný        |
| DF           |  | Jiří Hledík       |
| DF           |  | Ladislav Novák    |
| DF           |  | Milan Dvořák      |
| MF           |  | Josef Masopust    |
| MF           |  | Arnošt Pazdera    |
| FW           |  | Ladislav Hlaváček |
| FW           |  | Jan Hertl         |
| FW           |  | Ladislav Přáda    |
| FW           |  | Svatopluk Pluskal |
| Vezetőedző:  |  |                   |
| Karel Kolský |  |                   |

| VÖRÖS LOBOGÓ: |  |                  |
|               |  |                  |
| GK            |  | Fazekas Árpád    |
| DF            |  | Kovács József    |
| DF            |  | Börzsei János    |
| DF            |  | Kovács Ferenc    |
| MF            |  | Kovács Imre      |
| MF            |  | Zakariás József  |
| FW            |  | Sándor Károly    |
| FW            |  | Kárász Endre     |
| FW            |  | Hidegkuti Nándor |
| FW            |  | Palotás Péter    |
| FW            |  | Szimcsák István  |
| Vezetőedző:   |  |                  |
| Kemény Tibor  |  |                  |

A Vörös Lobogó mérkőzésen szerepelt játékosai: Fazekas Árpád – Arató Gábor, Börzsei János, Hidegkuti Nándor, Kárász Endre, Kovács I. Imre, Kovács II. József, Kovács III. Ferenc, Lantos Mihály, Molnár János, Sándor Károly, Szimcsák István, Zakariás József